# Made (village)
Pour les articles homonymes, voir Made.
Made est un village situé dans la commune néerlandaise de Drimmelen, dans la province du Brabant-Septentrional. En 2009, le village comptait environ 12 000 habitants.

## Histoire
Made a fait partie de la commune de Made en Drimmelen jusqu'au 1er janvier 1997. Quand celle-ci fusionne avec Hooge en Lage Zwaluwe et Terheijden en 1997, la nouvelle commune ainsi créée prend le nom de Made, puisque c'est la localité la plus peuplée de la commune. Toutefois, en 1998, le nom de la commune est changé en Drimmelen. Toutefois, le chef-lieu de cette commune est maintenu à Made, et la mairie s'y trouve aussi.

## Notes et références

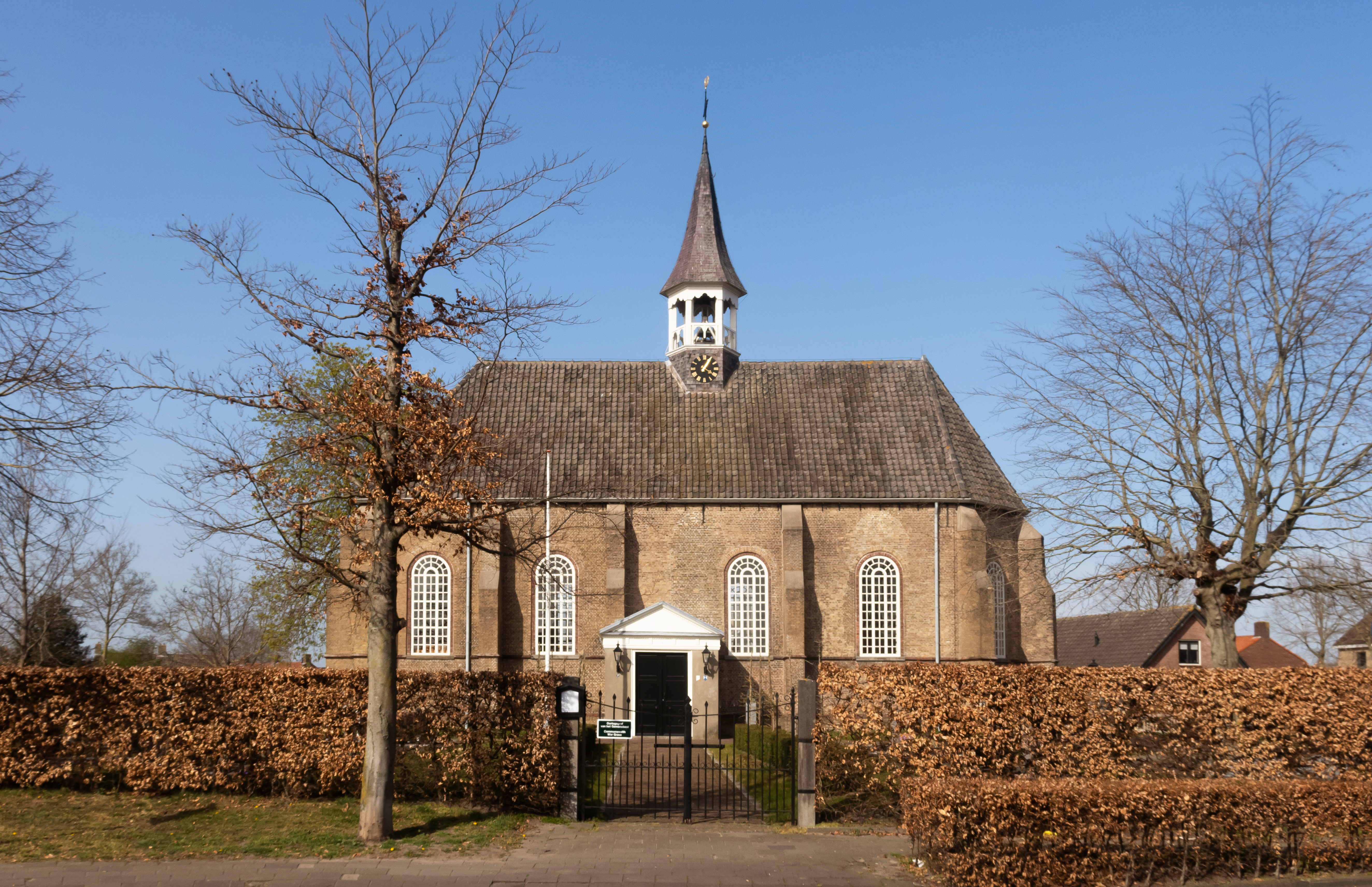
L'église protestante

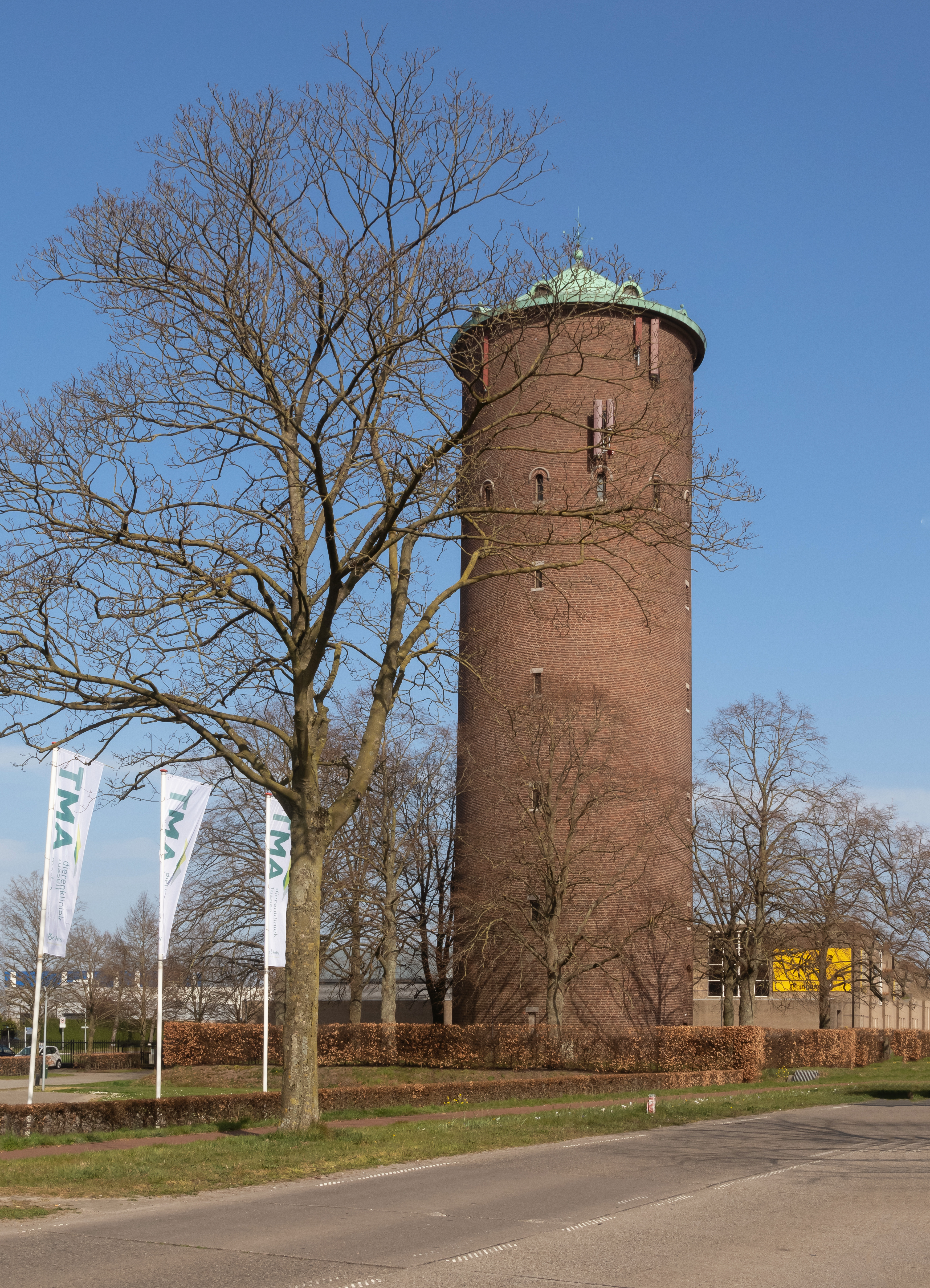
Le château d'eau